# DFB-Pokal der Frauen 1981-1982
La DFB-Pokal der Frauen 1981-1982 è stata la 2ª edizione della Coppa di Germania riservata alle squadre femminili. La finale si è svolta a Francoforte ed è stata vinta per la seconda volta consecutiva dal SSG Bergisch Gladbach per 3-0 contro il VfL Wittekind Wildeshausen. 

## Primo Turno
Le gare si sono svolte tra il 19 e 20 settembre 1981.
| Squadra 1              | Risultato   | Squadra 2              |
| ---------------------- | ----------- | ---------------------- |
| TSV Rendsburger        | 2 - 1       | Farge-Rekum            |
| FSV Francoforte        | 5 - 0       | Friburgo               |
| Schorndorf             | 2 - 1       | Bäumenheim             |
| Wittekind Wildeshausen | 3 - 0       | Meteor 06              |
| Lorbeer Rothenburgsort | 1 - 4       | SSG Bergisch Gladbach  |
| TSV Siegen             | 0 - 1 (dts) | KBC Duisburg           |
| Niederkirchen          | 0 - 2       | Bad Neuenahr           |
| Weiskirchen            | 1 - 1 (dts) | Germania Untergrombach |

### Replay
| Squadra 1              | Risultato | Squadra 2   |
| ---------------------- | --------- | ----------- |
| Germania Untergrombach | 0 - 3     | Weiskirchen |

## Quarti di finale
Le gare si sono svolte tra il 24 e 25 ottobre 1981.
| Squadra 1             | Risultato | Squadra 2              |
| --------------------- | --------- | ---------------------- |
| TSV Rendsburger       | 0 - 4     | Wittekind Wildeshausen |
| FSV Francoforte       | 3 - 0     | Schorndorf             |
| Bad Neuenahr          | 6 - 0     | Weiskirchen            |
| SSG Bergisch Gladbach | 2 - 0     | KBC Duisburg           |

## Semifinali
Le gare si sono svolte il 7 marzo 1982.
| Squadra 1             | Risultato | Squadra 2              |
| --------------------- | --------- | ---------------------- |
| SSG Bergisch Gladbach | 9 - 0     | FSV Francoforte        |
| Bad Neuenahr          | 0 - 2     | Wittekind Wildeshausen |

## Finale
| Arbitro: | Norbert Brückner (Darmstadt) |

|                                       |           |  |
| Dahl 9’ Trabant-Haarbach 44’ Krug 59’ | Marcatori |  |